# Eeny, meeny, miny, moe!
「Eeny, meeny, miny, moe!」（イーニー・ミーニー・マイニー・モー）は、三代目 J Soul Brothers from EXILE TRIBEの楽曲である。作詞はTAKANORI (LL BROTHERS)とALLY、作曲はT-SKとJONAS ZekkariとBIG-Fが手がけた。

## 概要
- 2015年に発売された5thオリジナル・アルバム『PLANET SEVEN』に収録されている楽曲で、2017年に発売されたベスト・アルバム『THE JSB WORLD』にも収録されている。
- 「Eeny, meeny, miny, moe!」のミュージック・ビデオの監督は、久保茂昭が務めた[4]。映像内では、ボーカルを含むメンバー全員がマイクスタンドを使用したパフォーマンスを披露している[5]。振付けはELLYが担当[5]。
- MTV Video Music Awards Japan 2015で、最優秀ビデオ賞（Best Video of the Year）、最優秀邦楽グループビデオ賞（BEST GROUP VIDEO -JAPAN-）を受賞[6]。

## 収録曲
1. Eeny, meeny, miny, moe!(3:54)
作詞：TAKANORI (LL BROTHERS)・ALLY / 作曲：T-SK, JONAS Zekkari, BIG-F
  - エースコック「スーパーカップ」CMソング。

## 収録アルバム
| 収録アルバム                      | 楽曲                    | 曲順 |
| --------------------------------- | ----------------------- | ---- |
| PLANET SEVEN                      | Eeny, meeny, miny, moe! | 1    |
| THE JSB WORLD(DISC-3)             | Eeny, meeny, miny, moe! | 2    |
| BEST BROTHERS/THIS IS JSB(DISC-2) | Eeny, meeny, miny, moe! | 8    |